# Margaretha Lupac-Stiftung für Parlamentarismus und Demokratie

Logo der Stiftung

Die Margaretha Lupac-Stiftung für Parlamentarismus und Demokratie (oft auch nur Margaretha Lupac-Stiftung) ist eine Stiftung des Österreichischen Parlaments.
Die Stiftung dient einerseits der Auszeichnung von hervorragenden Verdiensten um den Parlamentarismus und die Demokratie in Österreich. Außerdem können aus dieser Stiftung auch Forschungsaufgaben und Tagungen, die sich mit dem Parlamentarismus beschäftigen unterstützt werden. Aber auch Künstler können unterstützt werden.
Die Stiftung ist im Bundes-Stiftungs- und Fondsregister des Innenministeriums eingetragen. Vorsitzender des neunköpfigen Stiftungskuratoriums ist Nationalratspräsident Wolfgang Sobotka, als Geschäftsführerin fungiert Barbara Blümel.

## Stifterin
Die Stifterin war Margaretha Lupac, die am 28. April 1910 in Wien geboren wurde. Sie starb kinderlos am 17. Februar 1999 und vermachte ihr gesamtes Vermögen im Wert von 1,5 Millionen Euro der Republik für Zwecke des Parlaments.

## Auszeichnungen

### Demokratiepreis
- 2004
  - International Business College Hetzendorf
- 2006
  - Joseph Marko, Universitätsprofessor an der Universität Graz
- 2008
  - Ganztagsvolksschule Europaschule in Wien-Brigittenau
  - Initiative muslimischer ÖsterreicherInnen unter Tarafa Baghajati
- 2010
  - Gitta Martl, Generalsekretärin des Roma- und Sinti-Vereins Ketani
  - Heidi Schrodt, Direktorin des Wiener Gymnasiums Rahlgasse
  - Innsbrucker Verein Frauen aus allen Ländern
- 2012
  - Barbara Helige, Präsidentin der Vereinigung der österreichischen RichterInnen
  - Jugendplattform und Jugendinitiative Zukunftsforum Windhaag
  - Mauthausen Komitee Österreich
- 2014
  - Verein Jugendbeteiligung Dornbirn
- 2016
  - Freies Radio Salzkammergut
  - Personenkomitee Gerechtigkeit für die Opfer der NS-Militärjustiz
  - Ludwig Boltzmann Institut für Menschenrechte
- 2018
  - Projekt 100 Jahre Republik – 100 Jahre Leben (E-Learning-Projekt der Pädagogischen Hochschule Burgenland für Schulen und Pädagogen im Burgenland)
  - Integrationsarbeit des Vereins Peregrina – Verein solidarischer Frauen aus der Türkei und aus Österreich
  - Projekt Nachbarschaftszentren des Wiener Hilfswerks[2]
- 2020
  - Initiativgruppe Bürger:innenräte Vorarlberg
  - Wiener Verein ZARA
  - Gertraud Diendorfer, Mitbegründerin des Demokratiezentrums Wien
- 2022
  - Birgitt Haller, Leiterin des Instituts für Konfliktforschung
  - NGO Initiative Minderheiten

- 2024[3]
  - Barbara Coudenhove-Kalergi
  - Regionsmanagement Osttirol

### Wissenschaftspreis
- 2005
  - Wolfgang C. Müller, Marcelo Jenny, Barbara Steininger, Martin Dolezal, Wilfried Philipp, Sabine Preisl-Westphal
  - Patricia Heindl
- 2007
  - Emmerich Tálos und Herbert Obinger
  - Astrid Dietrich
- 2009
  - Gerald Stourzh
  - Hubert Sickinger
- 2011
  - Christiane Spiel
  - Projektplattform Jüdische Repräsentation und Antisemitismus im österreichischen Parlament, 1861–1938 unter der Leitung von Eva Kreisky gemeinsam mit Matthias Falter und Saskia Stachowitsch
- 2013
  - Wolfgang Mantl
  - Sieglinde Rosenberger
  - Robert Luft
- 2015
  - Karin Liebhart
  - Tamara Ehs
  - Christina Ortner
- 2017
  - Birgit Sauer
  - Reinhard C. Heinisch
  - Klaus Poier[4]
- 2019
  - Wolfgang Häusler[5]
  - Ulrich Wagrandl
  - Helga Amesberger
  - Brigitte Halbmayr
- 2021
  - Ulrich Brand
  - Johannes Pollak
  - Thomas Olechowski